# 본문비평

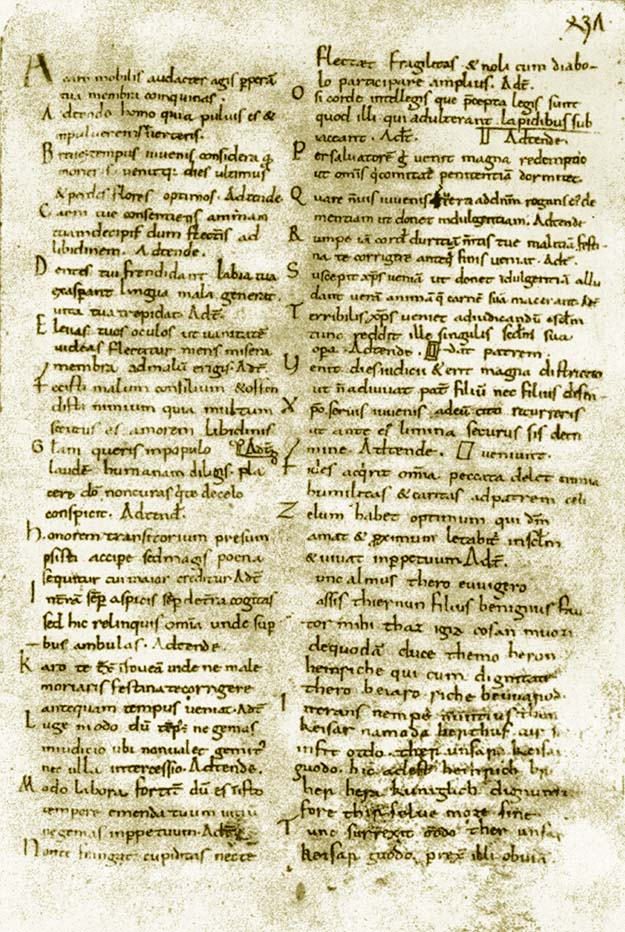
케임브리지의 성가인 카르미나 칸타브리기엔시아(Carmina Cantabrigiensia)의 원고 C, 폴리오 436v, 11 세기

본문비평(本文批評, textual criticism)은 필사본이나 인쇄본에서 발견되는 다양한 판본, 즉 텍스트의 이형(異形)을 식별하는 비평 방법이다. 이러한 텍스트는 점토에 새긴 설형문자처럼 가장 초기의 기록물부터, 21세기 작가의 여러 미출판 버전에 이르기까지 다양한 시대를 아우를 수 있다. 성경을 비판적으로 읽는 성서비평학의 한 가지 방법으로 사용될 수도 있다. 역사적으로, 문서를 필사하는 일을 맡은 서기들은 글을 읽고 쓸 줄 아는 경우도 있었지만, 많은 경우 단순한 복사자에 불과해 글자의 모양만을 흉내 내며 필사했을 뿐 그 의미를 이해하지 못한 경우도 있었으며 이로 인해 필사 과정에서 비의도적인 변경이 빈번하게 발생했다. 또한 정치적, 종교적, 문화적 이유로 인쇄된 작품을 검열하기 위해 의도적으로 수정하는 경우도 있었다. 이런 수정에 집중하는 것이 본문비평이다.
본문비평가의 주요 목표는 텍스트와 그 이형이 생성되고 역사적으로 전승된 과정을 더 잘 이해하는 데 있다. 이러한 이해를 바탕으로 텍스트를 엄선하여 담은 비평판(critical edition)을 제작하기도 한다. 하나의 원본이 알려져 있지 않은 상황에서 여러 버전의 필사본을 가진 연구자는, 확립된 본문비평 방법을 통해 가능한 한 원본에 가까운 텍스트를 재구성할 수 있다. 또한, 사용 가능한 텍스트의 수와 품질에 따라 문서 전사 역사 중간 단계의 판본(recension)을 재구성하는 데에도 동일한 방법을 사용할 수 있다.
성서학에서는 '하나의 원본 텍스트'를 우르텍스트(urtext), 원형(archetype), 자필본(autograph) 등으로 불르기도 한다. 그러나 모든 텍스트 그룹에 대해 반드시 단 하나의 원본이 존재하는 것은 아니다. 예를 들어, 구전을 통해 이야기들이 퍼진 뒤 서로 다른 장소에서 서로 다른 사람들이 기록했다면, 그 버전들은 크게 다를 수 있다.
본문비평에는 다양한 접근법과 방법론이 있으며, 대표적으로 절충주의, 계통학적 방법(stemmatics), 카피텍스트 편집(copy-text editing)이 있다. 또한, 양적 기법을 사용해 특정 텍스트를 증언하는 문헌들(텍스트 증인, textual witnesses) 간의 관계를 파악하기도 하는데, 계통분류학에서 차용한 방법들이 다양한 전통을 다루는 데 효과적인 것으로 나타나고 있다.
특히 종교 문헌이나 고전 문헌 편집 분야에서는 "낮은 비평(lower criticism)"이라는 표현이 본문비평을 가리키고, "고등 비평(higher criticism)"은 원본의 저자, 작성 시기, 작성 장소를 규명하려는 작업인 역사비평을 가리킨다.

## 방법론

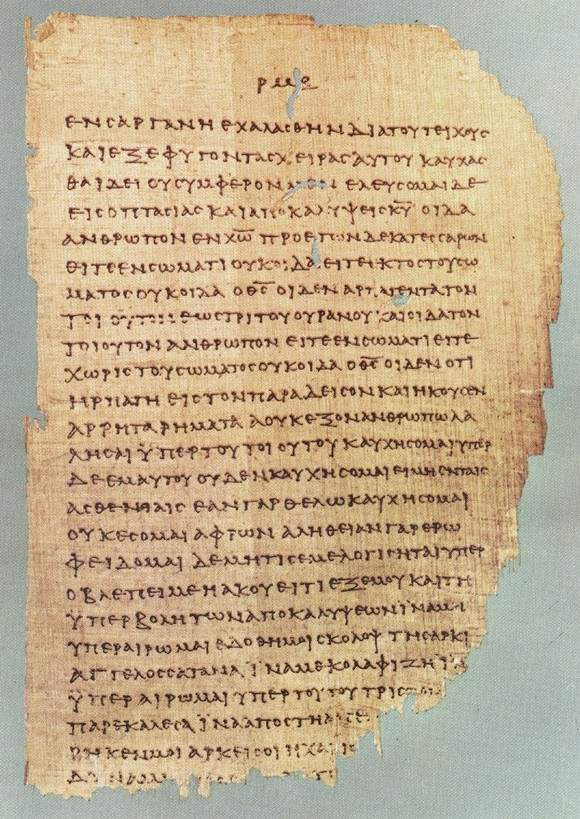
고린도후서 11:33-12:9의 내용을 담고 있는 파피루스46

문학 작품은 기계적 인쇄술이 보급되기 이전에는 필사로 복제되었으며, 이 과정에서 필경사들에 의해 다양한 이문(異文)이 생겨났다. 인쇄술의 등장은 필경사라는 직업을 사실상 불필요하게 만들었다. 인쇄본은 필사 과정에서 흔히 발생하는 이문 확산에는 덜 취약하지만, 저자의 원본(autograph)과 다른 변형을 전혀 피할 수 있는 것은 아니었다. 필경사가 원본을 잘못 베끼는 대신, 조판공이나 인쇄소에서 저작물을 읽거나 조판하는 과정에서 원본과 다른 형태로 변형이 생길 수 있었다. 각 필경사나 인쇄공은 서로 다른 오류를 범하기 때문에, 여러 전거(source)에서 채집한 이문을 선별하여 잃어버린 원본을 복원하는 데 도움을 얻을 수 있다. 여러 전거를 종합하여 편집한 텍스트를 절충적 텍스트, 혹은 ‘에클렉틱(eclectic) 텍스트’라 부른다. 이에 반해 일부 문헌비평가는 여러 전거를 조합하지 않고, 현존하는 가장 우수한 하나의 텍스트를 식별하여 이를 따르는 방법을 선호한다.
하나의 원본 텍스트에 대해 서로 다른 문서들을 비교할 때, 관찰되는 차이는 ‘이형 독본(variant readings)’, 또는 간단히 ‘이문(variants)’이나 ‘독본(readings)’이라 불린다. 어떤 이문이 저자의 원본을 대표하는지 분명하지 않은 경우가 많다. 본문비평은 각 이문이 어떤 방식으로 본문에 들어오게 되었는지 설명하고자 한다. 이는 필경사 등이 원작자의 텍스트를 복사하는 과정에서 실수(중복이나 누락)나 의도(조화화, 검열)로 인해 발생할 수 있다. 따라서 본문비평가의 임무는 이문을 검토하여 원본이 아닐 가능성이 높은 것들을 제거하고, 원본에 가장 가까운 ‘비평본(critical text)’ 또는 ‘비평판(critical edition)’을 확립하는 것이다. 비평본을 확립하는 동시에, 각 이문의 존재를 문서화하여 현존하는 증인들과 복원된 원본 사이의 관계가 독자에게 명확히 드러나게 해야 한다. 문헌비평가는 비평본을 확립할 때 ‘외적 증거’(각 증인의 연대, 출처, 소속)와 ‘내적 증거’(저자와 필경사, 인쇄공이 어떤 행위를 했을 가능성이 높은지에 대한 고려)를 함께 평가한다.
모든 이문을 수집하여 나란히 배열한 것을 ‘바리오럼(variorum)’이라 하는데 이는 본문비평 작업의 일환으로, 출판을 위해 텍스트를 준비하는 과정에서 이루어진 결정들을 독자가 추적할 수 있도록 돕는 역할을 한다. 성경과 윌리엄 셰익스피어의 작품들은 바리오럼 판의 주요 대상이 되어 왔으며, 비록 흔한 경우는 아니지만 월트 휘트먼의 《풀잎》이나 에드워드 피츠제럴드의 산문작품과 같은 다른 작품들에도 이러한 방법이 적용된 바 있다.
사본을 인용하는 방법에는 여러 가지가 있다. 가장 이상적이지만 비용이 많이 드는 방법은 사본을 직접 확인 및 검사하는 것이다. 대신, 출판된 사진이나 영인본을 이용할 수도 있다. 이 방법은 고문자학적 방법론들, 즉 필체 해독, 불완전한 글자 해석, 공백(lacunae) 복원 등을 동원한다. 그러나 일반적으로는 이러한 필사 분석이 이미 완료된 필사본 판본을 참조하는 경우가 더 흔하다.

## 절충주의
절충주의는 어떤 원문에 대한 다양한 사본들을 광범위하게 참조하는 방식을 의미한다. 이 방법은 서로 독립적인 전승 계열이 많을수록 동일한 오류를 반복할 가능성은 낮아진다는 원칙에 기반한다. 하나의 사본에서 생략된 내용은 다른 사본에서 보존되었을 수 있고, 하나의 사본에 추가된 내용은 다른 사본들에서는 나타나지 않을 가능성이 높다. 절충주의는 사본들 간의 대조를 통해 원문에 대한 추론을 가능하게 한다. 절충적 독본은 보통 각 독본에 대해 얼마나 많은 사본들이 이를 지지하는지도 제시한다. 대다수의 사본이 지지하는 독본이 종종 선호되기는 하지만, 반드시 그러한 것은 아니다. 예를 들어, 셰익스피어 희곡의 재판본에서 특정 역사적 사건을 암시하는 내용이 추가되어 있을 경우, 이후 거의 모든 필사본이 이를 포함하고 있을지라도, 본문비평가는 이 추가 없이 원문을 복원할 수도 있다.
이러한 과정을 통해 산출된 텍스트는 여러 사본에서 선택된 독본들로 구성된 것이므로 어떤 사본과도 동일하지 않을 수 있다. 순수한 절충주의 접근에서는 특정 사본에 우선권을 부여하지 않는다. 대신, 비평가는 외적 증거와 내적 증거 모두에 의존하여 개별 사본에 대해 판단한다.
19세기 중반 이후, 선험적 편견을 최소화한 절충주의는 헬라어로 쓰인 신약성경 본문 편집의 주된 방법이 되었다(예: United Bible Societies 제5판 및 Nestle-Åland 제28판). 그럼에도 불구하고, 가장 오래된 사본들이 알렉산드리아 판본에 속하기 때문에 이들 사본이 가장 선호되며, 현재의 비평적 본문은 알렉산드리아 계열의 성격을 띤다.

### 외적 증거
외적 증거는 텍스트 외적 증거, 즉, 각 사본의 물리적 특성, 제작 시기, 출처, 그리고 다른 알려진 사본들과의 관계에 대한 증거를 말한다. 본문비평가들은 대체로 가장 오래된 사본들이 지지하는 독본을 선호하는 경향이 있다. 이는 오류가 시간이 지남에 따라 축적되므로, 초기 사본일수록 오류가 적을 가능성이 높기 때문이다. 대다수 사본이 지지하는 독본 또한 일반적으로 선호되며, 이는 이러한 독본이 우연한 실수나 개별적인 편향을 반영할 가능성이 낮기 때문이다. 같은 이유로, 지리적으로 다양한 지역에서 발견된 사본들이 선호된다. 일부 사본은 본문 작성에 특별한 주의를 기울였다는 증거를 보여주는데, 예를 들어 여백에 대체 독본을 기입한 경우는 하나 이상의 모본(exemplar)을 참조했음을 나타낸다. 다른 조건이 같다면, 이러한 사본이 가장 신뢰할 만한 사본으로 간주된다. 그러나 이러한 기본 기준들이 충돌할 경우, 본문비평가의 판단이 필수적이다. 예컨대, 초기 사본은 일반적으로 수가 적고, 후대 사본은 수가 많은 경향이 있다. 본문비평가는 이와 같은 여러 기준을 종합하여 원문을 결정하려고 시도한다. 이 외에도 보다 정교한 요소들이 고려된다. 예를 들어, 필경사나 특정 시대의 전형적인 관행과 상이한 독본은 더 신뢰할 수 있는 것으로 간주될 수 있다. 이는 필경사가 자신의 의지로 일반적인 관행에서 벗어난 독본을 남겼을 가능성이 낮기 때문이다.

### 내적 증거
내적 증거는 문서의 물리적 특성과는 무관하게, 본문 자체에서 유래하는 증거를 말한다. 다양한 기준을 적용하여 어떤 독본이 원문일 가능성이 가장 높은지를 판단할 수 있으며, 때로는 이러한 기준들이 충돌하기도 한다.
내적 증거에 있어서 널리 알려진 두 가지 원칙은 라틴어 명칭으로 lectio brevior (짧은 독본)과 lectio difficilior (어려운 독본)이다. 첫 번째는 필경사들이 명확성을 위해 혹은 습관적으로 단어를 추가하는 경우가 삭제하는 경우보다 흔하다는 일반적인 관찰에 기초한다. 두 번째인 lectio difficilior potior ("더 어려운 독본이 더 낫다")는 본문 내 불일치를 해소하고자 하는 경향성을 고려한 것으로, 필경사가 이해하지 못한 본문을 단순화하거나 매끄럽게 고쳤을 가능성을 염두에 두고, 더 어려운(조화되지 않은) 독본이 원문일 가능성이 높다고 본다.
필경사의 또 다른 경향으로는 "유사한 종결", 즉, 호모이오텔류톤(homoioteleuton)이 있다. 이는 두 단어나 구절, 문장이 유사한 글자 배열로 끝날 때 발생하는데, 필경사가 첫 번째 구절을 옮긴 뒤, 유사한 끝부분을 가진 두 번째 구절로 시선을 옮기며 그 사이의 단어들을 생략하는 오류이다. 이와 유사하게, 시작 부분이 비슷한 두 구절을 보다가 시선이 건너뛰는 오류는 호모이오아르케(homoioarche)라고 한다.
비평가는 저자의 다른 저작들을 분석하여 특정 단어와 문법적 구성이 그의 문체와 일치하는지를 살펴볼 수도 있다. 이러한 내적 증거의 평가는 개별 사본의 신뢰도를 판단하는 데에도 도움이 되며, 결국 내적 증거와 외적 증거의 검토는 상호 연관되어 있다.
모든 관련 요소를 고려한 후, 본문비평가는 다른 독본들이 어떻게 발생했는지를 가장 잘 설명할 수 있는 독본을 찾는다. 그러한 독본이 원문일 가능성이 가장 높은 것으로 간주된다.

### 본문비평의 규칙

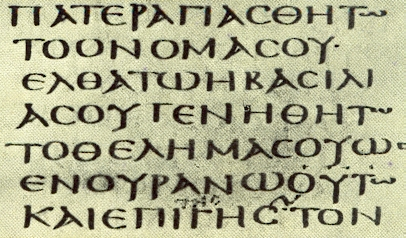
코덱스 시나이티쿠스의 루가의 복음서 11:12 부분

본문비평가가 최선의 독본을 결정할 때 고려할 점을 지침으로 정하고자 하는 시도도 있어왔다. 이러한 시도를 한 초기의 학자 중 한 명은 요한 알브레히트 벵겔(Johann Albrecht Bengel, 1687–1752)이다. 벵겔은 1734년에 그리스어 신약성서 판을 출간하였다. 그의 주석서에서 그는 "Proclivi scriptioni praestat ardua"("더 어려운 독본이 더 낫다")라는 규칙을 확립하였다.
요한 야콥 그리스바흐(Johann Jakob Griesbach, 1745–1812)는 신약성경의 여러 판을 출간하였으며, 1796년 판에서는 15개의 비평 규칙을 제시하였다. 이 가운데에는 벵겔의 규칙을 변형한 "Lectio difficilior potior"(더 어려운 독본이 더 낫다)도 포함되어 있다. 또 다른 규칙은 "Lectio brevior praeferenda"(더 짧은 독본이 더 선호된다)였는데, 이는 필경사들이 삭제보다는 추가하는 경향이 있다는 점에 기반하였다. 그러나 이 규칙은 무비판적으로 적용될 수는 없는데, 필경사가 실수로 내용을 생략했을 가능성도 존재하기 때문이다.
브룩 포스 웨스트콧(Brooke Foss Westcott, 1825–1901)과 펜턴 호트(Fenton Hort, 1828–1892)는 1881년에 신약성경 헬라어판을 출간하였다. 이들은 9개의 비평 규칙을 제안하였으며, 그 중 하나는 벵겔의 규칙을 변형한 것으로, "문제점을 없애려는 경향을 보이는 독본은 원문일 가능성이 낮다"는 내용이었다. 이들은 또한 "독본은 그것을 지지하는 사본의 수가 아니라 그 질에 따라 채택되거나 기각되어야 한다"고 주장하였으며, "다른 독본의 존재를 가장 잘 설명할 수 있는 독본이 선호되어야 한다"고 보았다.
이러한 규칙들 중 다수는 성서 본문비평을 위해 고안된 것이지만, 전승 과정에서 오류가 발생할 수 있는 모든 텍스트에 널리 적용될 수 있다.

### 절충주의의 한계
비평 규칙은 해석에 크게 좌우되며 때때로 서로 모순되기도 하므로, 본문비평가의 미적 또는 신학적 의도에 맞는 결과를 정당화하는 데 활용될 수 있다. 이에 따라 19세기부터 학자들은 편집적 판단을 보다 엄격하게 안내할 수 있는 방법을 모색하기 시작하였다. 계보학(stemmatics)과 카피텍스트 편집은 모두 근본적으로는 절충주의적 접근이라는 점에서 여러 자료 중에서 편집자가 독본을 선택할 수 있게 하지만, "객관적" 기준에 따라 하나 또는 소수의 증인을 우선시함으로써 주관성을 줄이고자 하였다. 사용한 자료의 출처를 명시하고, 대안적 독본과 원문 및 원본 이미지 등을 함께 제시하는 방식은 독자나 다른 비평가들이 해당 비평가의 연구 깊이를 어느 정도 파악하고, 그 작업을 독립적으로 검증하는 데 도움을 준다.

## 성경과 본문비평
성경비평학의 한 분야로서, 성경사본을 비교함으로써 성경원문(原文)에 필사본의 내용이 얼마나 충실히 접근했는가를 확인하는 작업을 말한다. 현재 원래의 구약 히브리어 원본이나 신약 헬라어 원본이 존재하지 않는다. 따라서 원본은 찾지 못해도 그 원래의 본문이 어떤 것이었는가 하는 본문연구는 본문 전승의 역사를 연구하는 작업과 필사상의 오류를 분류하고 그 오류를 수정하는 작업을 통해 계속 진행되어 왔다. 거기에 고대 번역본들에 대한 연구 역시 본문연구에 도움을 주고 있다. 구약의 경우 서기관들의 우발적인 필사오류나 본문에 대한 부주의 때문에 생겨난 잘못과, 신약의 경우 신학적 또는 교리적 이유 때문에 생겨난 잘못이 있음을 전제하고, 사본들이나 역본들을 비교·연구함으로써 원래의 본문〈原本〉을 확인해 내는 작업이 본문비평의 역할이라 할 수 있다

### 내용주
1. ↑  "본문비평이란, 한 문서나 일련의 문서들의 원본 텍스트를 확정하고, 여러 차례의 필사 과정을 거치는 동안 쌓였을 오류, 변질, 이형(異形)들로부터 이를 정화하여 제시하려는 과정을 의미한다."[2]
2. ↑  "탠셀(Tanselle)은 아리스토텔레스적 '프락티케(praktikē)', 즉 텍스트의 현상학에 대한 엄밀한 서술과, 이 현상학 및 구체적 경험 세계에 대한 플라톤적인 의심을 결합한다. 그에게 있어, 그리고 내가 주장하건대, 그와 그렉-바워스(Greg-Bowers) 체계로 흔히 식별되는 관념론적, 즉 '에클렉틱(eclectic)' 편집 방식에 있어서—현존하는 문서들의 부패한 상태들로부터 '결코 존재한 적 없는' 이상적 텍스트를 구성하는 방식에 있어서—존재론은 단지 내재할 뿐이며, 역사적이고 구체화된 텍스트 안에 확실히 현존하는 것은 아니다. 존재론적 완성은 현상의 차원이 아니라 도달 불가능한 지성(nous)의 차원에서만 가능하기 때문이다. 따라서 에클렉틱 편집(또는 때로 '비평적(critical)' 편집이라 불리는 방식)의 높은 이상조차도, 문헌적·역사적 자료의 불확실한 현상학적 지위로 인해 문제 제기의 대상이 될 수 있다."[5]

### 참조주
1. ↑  Ehrman 2005, 46쪽.
2. ↑  Vincent 1899, 1쪽.
3. ↑  Howe, Christopher J.; Connolly, Ruth; Windram, Heather (2012). “Responding to criticisms of phylogenetic methods in stemmatology”. 《SEL: Studies in English Literature 1500–1900》 52 (1): 51–67. doi:10.1353/sel.2012.0008. JSTOR 41349051. S2CID 145665900.
4. ↑  Gaskell, 1978.
5. ↑  Greetham 1999, 40쪽.
6. ↑  Tanselle 1992.
7. ↑  McGann 1992, xviiii쪽.
8. ↑  Bradley 1990
9. ↑  Bentham, Gosse 1902
10. ↑  Comfort, Comfort 2005, p. 383
11. ↑  Aland, B. 1994, p. 138
12. 1 2  Hartin, Petzer, Mannig 2001, pp. 47–53
13. ↑  Aland K., Aland, B. 1987, p. 276
14. ↑  “Manuscript Studies: Textual analysis (Scribal error)”. 《www.ualberta.ca》. 2016년 4월 4일에 원본 문서에서 보존된 문서. 2018년 5월 2일에 확인함.
15. ↑  “Critical Rules of Johann Albrecht Bengel”. Bible-researcher.com. 2010년 2월 13일에 원본 문서에서 보존된 문서. 2008년 5월 24일에 확인함.
16. ↑  J.J. Griesbach, Novum Testamentum Graece
17. ↑  “Critical Rules of Johann Albrecht Bengel”. Bible-researcher.com. 2010년 2월 13일에 원본 문서에서 보존된 문서. 2008년 5월 24일에 확인함.

"Brevior lectio, nisi testium vetustorum et gravium auctoritate penitus destituatur, praeferenda est verbosiori. Librarii enim multo proniores ad addendum fuerunt, quam ad omittendum."
18. ↑  “Theories of Westcott and Hort”. Bible-researcher.com. 2010년 2월 13일에 원본 문서에서 보존된 문서. 2008년 5월 24일에 확인함.

"The reading is to be preferred that makes the best sense, that is, that best conforms to the grammar and is most congruous with the purport of the rest of the sentence and of the larger context." (2.20)
19. ↑  [네이버 지식백과] 본문비평 [本文批評, text criticism] (교회용어사전 : 교리 및 신앙, 2013. 9. 16., 생명의말씀사)